# Endasys hungarianus
Endasys hungarianus là một loài tò vò trong họ Ichneumonidae.